# Olímpia
|  | Per a altres significats, vegeu «Olímpia (desambiguació)». |

Olímpia (en llatí Olympia, en grec antic Ολυμπία) era un temple i un bosc sagrat (anomenat altis) dedicats al déu Zeus (Zeus Olímpic), a poca distància de Pisa, a l'Èlide. El temple era al territori de Pisa i el terreny s'anomenava la plana de Pisa, però després que aquesta ciutat fos destruïda per Elis l'any 572 aC, tot el territori es va anomenar Olímpia. A més del temple, hi havia altres edificis sagrats al bosc i a la seva rodalia, però no una ciutat d'Olímpia. La seva fama deriva principalment de la celebració dels Jocs Olímpics de l'antigor.
La plana d'Olímpia s'obria cap al mar per la seva banda oest, i tenia els altres costats limitats per turons de no gaire alçada però de vegades abruptes i amb precipicis. El terreny estava cobert de pins i alzines i altres arbres de fulla perenne. Quan s'entrava a la vall la imatge més característica i més visible era un turó aïllat de forma cònica una mica irregular. Era el mont Cronios o de Cronos, citat amb molta freqüència per Píndar i altres autors antics. Vora el riu Alfeu hi havia un altre turó destacat, el Tipaion (Τυπαῖον) des d'on es llençaven de cap com a càstig les dones que s'atrevien a veure els Jocs Olímpics, cosa prohibida, o creuaven el riu en dies que no ho podien fer, segons diu Pausànias. El riu Alfeu que a l'hivern baixa ple, però a l'estiu quasi sec, al llarg dels segles ha anat canviant de curs i ha enterrat moltes de les ruïnes d'Olímpia, sobretot les de la part sud del bosc sagrat. S'ha pogut fer una reconstrucció de la situació dels edificis, encara que no gràcies a Pausànias, que tot i dedicar dos llibres a Olímpia, no descriu en cap ordre topogràfic concret la situació dels temples.
Els edificis principals, situat en part a dins del bosc sagrat i en par a fora, eren:
- L'Olympieion, Olympium, o temple de Zeus Olímpic amb un oracle del déu. Allí es feia un festival panhel·lènic ja abans dels Jocs olímpics.
- El Pelòpion, al costat oposat al temple, un recinte amb arbres i estàtues on se suposava que hi estava enterrat Pèlops.
- L'Heraion, el temple d'Hera, el principal temple després del de Zeus.
- El gran altar de Zeus entre el Pelopion i l'Heraion.
- La columna d'Enòmau entre el gran altar i el temple de Zeus.
- El Metròon, o temple de la mare dels déus, edifici dòric.
- El Prytaneion, proper al gimnàs i fora del recinte sagrat, on vivien els pritans, magistrats encarregats dels Jocs.
- El Bouleuterion, o casa on es reunia la Bulé d'Elis, proper del Prytaneion.
- El Filipèon, edifici circular erigit per Filip II de Macedònia després de la Batalla de Queronea de l'any 338 aC.
- El Teecoleon, un edifici pertanyent als theêkoloi (θεηκόλωι) o sacerdots que vigilaven els sacrificis.
- L'Hippodamion, anomenat així perquè hi era enterrada Hipodamia, filla d'Enòmau, rei de Pisa.
- El temple d'Ilitia (Εἰλείθυια 'Eileithyia') Olímpica (els romans l'assimilaven a Lucina), propera al puig de Cronios.
- El temple d'Afrodita Olímpica, prop del d'Ilitia.
- Els Thesauri o tresors, que n'eren deu; havien estat construïts per diverses ciutats per a la recepció i conservació de les ofrenes. Eren al nord de l'Heraion i al peu del puig de Cronios.
- El Zanes, el lloc on s'agrupaven les petites estàtues de Zeus fetes de bronze, erigides amb les multes dels atletes que havien vulnerat les regles dels jocs.
- L'estudi de Fídies, on va construir la colossal estàtua de Zeus.
- El Leonidaion, construït per Leònides, un nadiu, prop de l'estudi de Fídies que servia d'allotjament als visitants distingits.
- El Gimnàs, un espai obert que també incloïa edificis, per fer entrenaments.
- La Palestra, al costat del gimnàs.
- L'Estadi, on es feien la major part dels Jocs.
- L'Hipòdrom, on es feien les curses de carros i cavalls.
- El Teatre, que anomena Xenofont i en canvi no en parla Pausànias, i segurament al seu temps ja havia desaparegut.
- L'estoa d'Agnaptos.

A més dels edificis i temples hi havia una gran quantitat d'estàtues repartides pel bosc sagrat que Pausànias descriu minuciosament, sobretot les realitzades per escultors coneguts. Plini el Vell en va fer un càlcul i deia que n'hi havia més de tres mil, en la seva major part fetes de bronze.